# 天啊！我把傑克變雪人了
《天啊！我把傑克變雪人了》（英語：Jack Frost；又名：雪人情缘）是一部於1998年上映的美國奇幻喜劇電影，由麥可·基頓及凱莉·普雷斯頓主演。
基頓飾演一位因車禍身亡、之後附身在雪人身上復活的主角。弗蘭克·扎帕的三個小孩Dweezil Zappa、Ahmet Zappa及Moon Unit Zappa在本片登場。

## 外部連結
- 互联网电影数据库（IMDb）上《Jack Frost》的资料（英文）
- AllMovie上《Jack Frost》的资料（英文）